# Acumulator nichel-zinc
Acumulatorul nichel-zinc este un acumulator alcalin din categoria nichel oxihidroxid-metal. A fost dezvoltat de peste un secol. Este folosit frecvent in dispozitive electronice. Nu are probleme legate de inflamabilitate ca cel litiu-ion.